# 国立文楽劇場
国立文楽劇場（こくりつぶんらくげきじょう、National Bunraku Theatre）は、大阪府大阪市中央区にある劇場。独立行政法人日本芸術文化振興会国立文楽劇場部が運営する。文楽、日本舞踊、邦楽、大衆芸能の主催公演とこれらの公演のための劇場の貸付を行っている。また、大夫、三味線、人形遣などの伝承者の養成も行っている。
劇場は文楽劇場（総席数753席、文楽公演時（出語り床設置）731席、花道設置時677席）と小ホール（総席数159席）からなる。文楽劇場ではユネスコ無形文化遺産の「代表一覧表」に記載されている人形浄瑠璃・文楽の公演を中心に演劇や舞踊などが行われる。小ホールでは奇数月に落語・漫才・浪曲などの興行「上方演芸特選会」が開かれる。

## 歴史
大阪で文楽の公演を行う文楽座は第二次世界大戦前から松竹によって運営されていたが、1963年（昭和38年）からは国や大阪府、大阪市などからの補助金を受けて財団法人文楽協会によって運営されることになった。文楽協会設立時から大阪に国立の文楽劇場を設置する要望があったものの、国立劇場の建設中であったためすぐには実現しなかった。
1975年（昭和50年）、大阪府と大阪市、大阪財界からの強い要望で、芸術文化専門調査会に文楽部門を置いて調査を開始。1977年（昭和52年）に国立文楽劇場設立準備調査会が発足した。用地は大阪市が提供することになり、1979年度（昭和54年度）以降に基本計画、実施計画がすすめられた。そして1984年（昭和59年）3月に開場した。

## 建物
- 鉄骨鉄筋コンクリート構造 地下2階・地上5階
- 建築面積：3,924.874m2
- 延床面積：13,169.911m2
- 設計：黒川紀章
- 第2回 公共建築賞最優秀賞受賞

## 所在地
- 大阪府大阪市中央区日本橋一丁目12番10号

この場所は大阪市立高津小学校の旧跡地で、同校の移転後しばらくはフェンスに囲まれた更地となっていた。

## 交通
- Osaka Metro日本橋駅・近鉄日本橋駅徒歩1分

## 記念発行物
- 1984年4月6日、開場を記念して劇場と文楽人形を意匠とした額面60円の記念切手が発行された。